# Pultenaea hispidula
Pultenaea hispidula är en ärtväxtart som beskrevs av George Bentham. Pultenaea hispidula ingår i släktet Pultenaea och familjen ärtväxter. Inga underarter finns listade i Catalogue of Life.